# Araripe
Araripe este un oraș în statul Ceará (CE) din Brazilia.